# NGC 861
NGC 861 је спирална галаксија у сазвежђу Троугао која се налази на NGC листи објеката дубоког неба.
Деклинација објекта је + 35° 54' 50" а ректасцензија 2h 15m 51,1s. Привидна величина (магнитуда) објекта NGC 861 износи 13,9 а фотографска магнитуда 14,7. Налази се на удаљености од 103,673 милиона парсека од Сунца. NGC 861 је још познат и под ознакама UGC 1737, MCG 6-6-3, CGCG 523-5, IRAS 02128+3540, PGC 8652.